# Фецак Ілля
Ілля Фецак — український міщанин з Підгайців на Тернопільщині, громадський і політичний діяч. Був обраний послом до Галицького сейму 3-го скликання у 1870 році (від IV курії округу Підгайці — Козова; входив до складу «Руського клубу»), вигравши вибори в о. Теофіла Павликова.